# Jutrosin (gromada)
Jutrosin – dawna gromada, czyli najmniejsza jednostka podziału terytorialnego Polskiej Rzeczypospolitej Ludowej w latach 1954–1972.
Gromady, z gromadzkimi radami narodowymi (GRN) jako organami władzy najniższego stopnia na wsi, funkcjonowały od reformy reorganizującej administrację wiejską przeprowadzonej jesienią 1954 do momentu ich zniesienia z dniem 1 stycznia 1973, tym samym wypierając organizację gminną w latach 1954–1972.
Gromadę Jutrosin z siedzibą GRN w mieście Jutrosinie (nie wchodzącym w skład gromady) utworzono – jako jedną z 8759 gromad na obszarze Polski – w powiecie rawickim w woj. poznańskim, na mocy uchwały nr 34/54 WRN w Poznaniu z dnia 5 października 1954. W skład jednostki weszły obszary dotychczasowych gromad Grąbkowo, Nadstawem, Pawłowo, Rogożewo, Sielec Nowy, Sielec Stary, Śląskowo i Szymonki, ponadto miejscowość Bartoszewice z dotychczasowej gromady Bartoszewice oraz parcele o łącznym obszarze 484,39,63 ha z karty 1 obrębu Wielkibór Nr 188 z dotychczasowej gromady Janowo – ze zniesionej gminy Jutrosin w powiecie rawickim w woj. poznańskim; wreszcie miejscowości Bielawy i Żydowski Bród z dotychczasowej gromady Nowy Folwark ze zniesionej gminy Cieszków w powiecie milickim w woj. wrocławskim. Dla gromady ustalono 17 członków gromadzkiej rady narodowej.
1 stycznia 1959 do gromady Jutrosin włączono obszar zniesionej gromady Dubin oraz miejscowość Płaczkowo z gromady Dłoń w tymże powiecie.
4 lipca 1968 do gromady Jutrosin włączono obszar zniesionej gromady Szkaradowo w tymże powiecie.
1 stycznia 1970 do gromady Jutrosin włączono 955,10 ha z miasta Jutrosin w tymże powiecie.
Gromada przetrwała do końca 1972 roku, czyli do kolejnej reformy gminnej. 1 stycznia 1973 w powiecie rawickim reaktywowano gminę Jutrosin.